# Наместі Републіки (станція метро)
50°05′20″ пн. ш. 14°25′49″ сх. д. / 50.08889° пн. ш. 14.43028° сх. д.
Наместі Републіки (чеськ. Náměstí Republiky, Площа Республіки) — станція Празького метрополітену. Розташована між станціями «Мустек» і «Флоренц».
Станція була відкрита 2 листопада 1985 року у складі пускової дільниці лінії B.
Колійні стіни облицьовані шумопоглинаючою плиткою золотистого кольору.
Конструкція станції — пілонна (глибина закладення — 40 м) трисклепінна з однією острівною платформою.

## Цікаві місця поряд із станцією
Неподалік знаходиться празька Порохова брама.

### Повінь 2002 року
Станція сильно постраждала в результаті затоплення під час повені в серпні 2002 року. Відкрили після відновлення 1 березня 2003 року.
У станції розташований вокзал імені Томаша Масарика Гарріга (чеськ. Masarykovo nádraží), обслуговуючий в основному приміські поїзди. У перспективі станція буде мати пересадку на лінію D.